# مكية (إب)

تعديل مصدري - تعديل

مكية محلة تابعة لقرية الضبة، التابعة لعزلة شعب يافع بمديرية إب إحدى مديريات محافظة إب في الجمهورية اليمنية.، بلغ تعداد سكانها 223 حسب تعداد اليمن لعام 2004.